# Казанка (Рубцовский район)
Казанка — упразднённый поселок в Рубцовском районе Алтайского края. Входил в состав Самарского сельсовета.

## История
Основано в 1914 г..
В 1928 г. в составе Шестаковского сельсовета Локтевского района Рубцовского округа Сибирского края.
Исключен из учетных данных в 1986 г.

## Население
По переписи 1926 г. в поселке проживало 164 человека (78 мужчин и 86 женщин), основное население белорусы.

## Инфраструктура
Было развито сельское хозяйство. В 1928 г. состоял из 78 хозяйств.